# كاثدرائية باغراتي
كاثدرائية باغراتي، أو كاثدرائية كوتايسي، ((بالجورجية: ბაგრატი)‏; ბაგრატის ტაძარი، كنيسة كاثدرائية تعود للقرن الحادي عشر، تقع في مدينة كوتايسي في جورجيا. أعيد بناء الكاثدرائية وافتتحت رسمياً في 16 سبتمبر عام 2012 بعد أن تعرضت لأضرار كبيرة على مدى قرون، وقد كانت بمثابة تحفة في تاريخ العمارة الحديثة والجورجية في القرون الوسطى.
تقع الكاثدرائية التي تعتبر معلماً مميزاً في وسط كوتايسي، على قمة تلة أوكيميريوني. بنيت في مطلع القرن الحادي عشر الميلادي في عهد الملك باغرات الثالث ملك جورجيا، لذا فقد سميت على اسمه «كاثدرائية باغراتي».
ثمة نقش على الجدار الشمالي للكاثدرائية يكشف عن أن الكلمة وضعت عام 1003. دمرت الكاثدرائية في انفجار سببته قوات الدولة العثمانية عند غزوها مملكة إيميريتي وتسبب الانفجار في انهيار القبة والسقف.
بدأت الدراسات الأثرية في المنطقة عام 1952، إلا أن أعمال الحفظ والترميم لا زالت مستمرة. عام 1994، أدرجت منظمة اليونسكو الكاثدرائية مع دير غيلاتي ككيان واحد في قائمة مواقع التراث العالمي. عام 2001، أعيدت الكنيسة إلى حظيرة الكنيسة الجورجية الرسولية الأرثوذكسية. تستخدم الكاثدرائية الآن على نحو محدود للعبادة، لكنها تجذب العديد من الحجاج والسياح. كما أنها تعتبر رمزاً لمدينة كوتايسي، كونها إحدى المناطق الجذابة.
تهدف عمليات إعادة الإعمار المستمرة إلى إعادة كاثدرائية باغراتي إلى حالتها الأصلية لأهميتها الدينية، قادت عمليات إعادة الإعمار المجلس الدولي للمعالم والمواقع إلى التوصية بإبقائها كآثار وإضافتها إلى قائمة مواقع التراث العالمي المعرضة للخطر. اعتبرت اليونسكو أن عمليات إعادة البناء قد دمرت سلامة وصحة الموقع. حث التقرير الأخير سلطات الدولة على تطوير إستراتيجية لإعادة التأهيل، من شأنها تفعيل بعض التغييرات.

## مدفونون في الكاثدرائية
- جورج الأول ملك جورجيا